# Павло Галац
Павло Галац (рум. Pavel Galac; нар. 6 вересня 1995, Молдова) — молдовський футболіст, воротар «Стеученя».

## Клубна кар'єра
Вихованець академії тираспольського «Шерифа», в якій займався до 2016 року. На початку серпня 2016 року перебрався у «Петрокуб». У першій половині сезону 2016/17 років 9 разів потрапляв до заявки першої команди клубу на матчі національного чемпіонату, але в жодному з них на полі так і не з'явився. У середині лютого 2017 року вільним агентом перейшов до «Унгени». За нову команду дебютував 25 лютого 2017 року в програному (0:4) виїзному поєдинку 20-го туру молдовської Суперліги проти кишинівського «Зімбру». Павло вийшов на поле в стартовому складі та відіграв увесь матч. У другій половині сезону 2016/17 років зіграв 10 матчів у вищому дивізіону чемпіонату Молдови. Потім перейшов до «Вікторії» (Кишинів), за яку виступав з липня по грудень 2017 року.
З січня 2018 року по серпень 2020 року виступав за нижчолігові німецькі клуби «ТуС Маккабі» (Берлін), «Анкер» (Вісмар) та «Тур Абдін» (Берлін). На початку серпня 2020 року повернувся на батьківщину, де підсилив «Спартаній» (Селемет). З серпня 2021 по липень 2022 року перебував без клубу. На початку липня 2022 року став гравцем «Стеучень».

## Кар'єра в збірній
У футболці юнацької збірної Молдови (U-19) дебютував 13 листопада 2013 року в програному (0:3) поєдинку 11-ї групи кваліфікації юнацького (U-19) чемпіонату Європи проти Нідерландів. Галац вийшов на поле в стартовому складі та відіграв увесь матч. У листопада 2013 року загалом відіграв 3 поєдинки за юнацьку збірну Молдови (U-19), після чого до національної команди більше не викликався.